# Микава, Валериан Викторович
Валериа́н Ви́кторович Мика́ва, другой вариант имени — Валико́ (1913, Нижний Баргяп, Сухумский округ, Кутаисская губерния, Кавказское наместничество или Российская империя — Нижний Баргяп, Гальский район, Абхазская АССР или Грузинская ССР) — бригадир колхоза имени Сталина Гальского района, Абхазская АССР, Грузинская ССР. Герой Социалистического Труда (1948).
Старший брат Героя Социалистического Труда Алексея Викторовича Микавы.

## Биография
Родился в 1913 году в крестьянской семье в селе Квемо-Баргеби (сегодня — Нижний Баргяп) Сухумского округа.
После получения начального образования в местной сельской школе трудился в личном сельском хозяйстве. Во время коллективизации одним из первых вступил в колхоз имени Сталина Гальского района. Трудился рядовым колхозником.
В марте 1942 году в Красную Армию по мобилизации. Участвовал в Великой Отечественной войне. Воевал в составе 28-го гвардейского отдельного мотоштурмового инженерно-сапёрного батальона 653-го стрелкового полка 220-й стрелковой дивизии. Получил два ранения.
После демобилизации в звании ефрейтора возвратился в родное село, где продолжил трудиться в колхозе имени Сталина Гальского района. В послевоенные годы возглавлял полеводческую бригаду.
В 1947 году бригада под его руководством собрала в среднем с каждого гектара по 101 центнера кукурузы с участка площадью 6 гектаров. Указом Президиума Верховного Совета СССР от 21 февраля 1948 года удостоен звания Героя Социалистического Труда за «получение высоких урожаев кукурузы и пшеницы в 1947 году» с вручением ордена Ленина и золотой медали «Серп и Молот» (№ 716).
Этим же Указом званием Героя Социалистического Труда были также награждены председатель колхоза имени Сталина Гальского района Владимир Ахлоевич Гогохия и двадцать тружеников колхоза, в том числе бригадиры Аполлон Зосимович Гогохия, Иродион Качалович Харчилава, Дзуку Михайлович Ригвава, Эраст Кутаевич Чаава, звеньевые Иосиф Алексеевич Акубардия, Джига Павлович Бутбая, Гадза Дзугуевич Гогохия, Чичико Дзугуевич Гогохия, Джого Бардзикиевич Дзандзава, Владимир Тагуевич Заркуа, Алексей Викторович Микава, Аполлон Сейдукович Микава, Хухути Авксентьевич Тодуа, Александр Николаевич Харчилава, Валериан Иосифович Харчилава, Калистрат Дианозович Шамугия, Акакий Дзвариевич Шенгелия,  Александра Караевна Шония и Владимир Итоевич Шония.
После выхода на пенсию проживал в родном селе Квемо-Баргеби. Дата его кончины не установлена.
Награды
- Герой Социалистического Труда
- Орден Ленина
- Орден Красной Звезды — дважды (17.07.1944; 08.03.1945)
- Орден Славы 3 степени (21.11.1944)